# Sokołowiec (gromada)
Sokołowiec (do 30 XII 1961 Rząśnik) – niezrealizowany projekt dawnej gromady, czyli najmniejszej jednostki podziału terytorialnego Polskiej Rzeczypospolitej Ludowej w latach 1954–1972.
Gromady, z gromadzkimi radami narodowymi (GRN) jako organami władzy najniższego stopnia na wsi, funkcjonowały od reformy reorganizującej administrację wiejską przeprowadzonej jesienią 1954 do momentu ich zniesienia z dniem 1 stycznia 1973, tym samym wypierając organizację gminną w latach 1954–1972.
Gromadę Sokołowiec z siedzibą GRN w Sokołowcu miano utworzyć 31 grudnia 1961 w powiecie złotoryjskim w woj. wrocławskim w związku z przeniesieniem siedziby GRN gromady Rząśnik z Rząśnika do Sokołowca i zmianą nazwy jednostki (zwiększonej tego samego dnia o wieś Proboszczów ze zniesionej gromady Twardocice) na gromada Sokołowiec. Mimo opublikowania uchwały w Dzienniku WRN z 20 grudnia 1961, Rada Ministrów uchwałą nr 510/61 z 28 listopada 1961 odmówiła zatwierdzenia aktualnego punktu uchwały WRN, przez co do utworzenia gromady Sokołowiec nie doszło.